# 溝口絵里加
溝口 絵里加（みぞぐち えりか、1985年5月2日 - ）は、日本の元体操選手。
東京都出身。朝日生命体操クラブ出身。藤村女子中学校・高等学校、日本体育大学卒業。得意種目は段違い平行棒。

## 略歴
- 母に勧められ5歳の時から体操を始めた。
- 2001年、インターハイ、全日本ジュニア、全日本の3タイトルを獲得し、世界選手権代表に選ばれるが、アメリカ同時多発テロによる社会情勢不安を懸念した協会の判断により参加できなかった。
- 2002年（デブレツェン）、2003年（アナハイム）と2大会連続で世界選手権に出場するが、2003年は団体でのアテネオリンピック出場を逃してしまう。
- その後は腰痛に悩まされ、思うような結果を残せなかったが、2006年、世界選手権（オーフス）、アジア大会（ドーハ）代表に選ばれ、アジア大会では石坂真奈美、黒田真由、大島杏子、佐原礼香、上村美揮と共に団体の銅メダルを獲得した。
- 現在は第一線を退き、後進の指導にあたっている。2009年、ロンドン（イギリス）で行われた世界選手権のテレビ解説（フジテレビ）では、クラブの後輩である鶴見虹子の個人総合での銅メダル獲得の瞬間に立ち会い、「鳥肌が立ちそう。この瞬間を解説できて幸せです」と感極まって涙するひと幕が見られた[1][出典無効]。
- 2010年、サッカー日本代表応援カフェ「SAMURAI BLUE CAFE Presented by KIRIN」にて女子マネージャーとして勤務した[2]。